# Sciaphila maculata
Sciaphila maculata är en enhjärtbladig växtart som beskrevs av John Miers. Sciaphila maculata ingår i släktet Sciaphila och familjen Triuridaceae. Inga underarter finns listade.